# Mamre

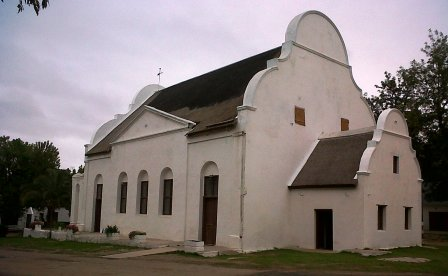
L'église morave (1818)

Mamre est un village rattaché à la métropole du Cap en Afrique du Sud. Fondé en 1808 comme mission des Frères moraves, il est situé à 55 km au nord du city Bowl de la ville du Cap. 

## Étymologie
Le nom Mamre est d'origine biblique et fait référence au chêne de Mamré (Genèse 13,18).

## Localisation
Mamre est situé sur la route 307 à 55 km au nord-est du centre de la ville du Cap, à 2 km à l'ouest d'Atlantis et à 18 km au sud de la commune de Darling.

## Démographie
Le village de Mamre comprend 9 048 résidents, essentiellement issus de la communauté coloured (94,63 %). Les bantous, population noire majoritaire en Afrique du Sud, représentent 2,98 % des habitants tandis que les blancs représentent 1,78 % des résidents.
La langue maternelle dominante au sein de la population est l'afrikaans (92,33 %) suivi de l'anglais sud-africain (6,03 %).

## Historique
Avant que les frères de la mission morave ne fondent Mamre, la région est explorée par les soldats de la compagnie des Indes néerlandaises. Le gouverneur de la colonie du Cap, Willem Adriaan van der Stel, y fait établir un poste militaire permanent pour éviter les rapines de bétail par les Khoïsan.
En 1808, les missionnaires Kohrhammer et Schmitt fondent la mission morave à l'emplacement de l'ancien poste militaire abandonné à la fin du 18e siècle. 

## Circonscriptions électorales
Le village de Mamre se situe dans le 1er arrondissement du Cap (sub council 1) et dans la circonscription municipale no 29 (Avondale au sud de la N1, à l'est d'Avon Road et de Tierberg Crescent, au nord de la voie de chemin de fer à Monte Vista et à l'ouest de Toner North Street - Cape Farms District B - Malmesbury Farms - Mamre - Pella - Saxonsea - Sherwood - Wesfleur). Le conseiller municipal élu de cette circonscription est Cynthia Clayton (DA) .

## Tourisme
L'église de la mission morave et ses annexes sont classées au patrimoine historique depuis 1967. 